# Бреверн, Христофор Иванович
Христофор Иванович фон Бреверн (нем. Christoph Engelbrecht von Brevern, 17 декабря 1782, Костифер, Эстляндская губерния — 4 января 1863, Митава) — чиновник Российской империи, Курляндский гражданский губернатор, тайный советник.

## Биография
Родился 17 декабря 1782 года в мызе Костифер в Эстляндской губернии. Его прапрадед рижский суперинтендант Иоанн Бревер (1616—1700) происходил из Силезии, в 1694 году его род был включён в список шведского дворянства. Его родителями были Генрих Иоганн (Иван Петрович) фон Бреверн (1749—1803) и Элизабета, урожденная Сталь фон Гольштейн (1753—1824). Христофор окончил Соборную школу в Ревеле. 6 сентября 1799 года поступил на военную службу подпрапорщиком в гвардейский Семёновский полк. 27 апреля 1802 года произведён в прапорщики, а 20 сентября переведён корнетом в Кавалергардский полк. В мае 1805 года уволен за границу для излечения болезни. Вышел в отставку за болезнью 29 мая 1806 года штабс-ротмистром с мундиром.
В 1811 году начал свою карьеру в судебной системе: сначала как hakenrichter (полицейский судья) в Эстляндской губернии, а с 1815 года как окружной судья Вирланда. В 1821 году он занял должность эстляндского ландрата.
Вершиной его карьеры стал пост Курляндского гражданского губернатора. Он был выдвинут на эту должность Николаем I 27 ноября 1827 года вместо Пауля фон Гана. Причины его назначения включают его службу в Санкт-Петербурге, влияние его тестя и письмо с рекомендацией его имени, которое Прибалтийский генерал-губернатор Филипп Паулуччи отправил шестью днями ранее в царскую канцелярию. Бреверн приступил к своим обязанностям 27 ноября 1827 года. Как губернатор, он призывал к миру во время Ноябрьского восстания:689. Он также выступил против реформы, направленной на улучшение участи курляндских крестьян:459. По мнению жителей, Бреверн был лишь номинальным губернатором, а все важные решения принимал советник Август Бейтлер. Он считал себя первым гражданским губернатором губернии, использовавшим в своих отчётах русский язык.  
Дослужился до чина тайного советника (III класс Табели о рангах), а 8 апреля 1833 году получил индигенат курляндского дворянства. Закончил государственную службу 10 (22) мая 1853 года. Во время его торжественного прощания на вопрос, почему курляндцы так горячо прощаются с кем-то, кто ничего не сделал, кто-то ответил: «Что мы так высоко ценим в нем, так это то, что он ничего не сделал и что он позволил Бейтлеру править страной». 
Умер 4 января 1863 года в Митаве, через день после своей сестры Анны (1780—1863), с которой проживал в одном доме.

## Награды
- Знак отличия беспорочной службы за XV лет (22 августа 1829)
- Орден Св. Станислава 1-й степени (10 апреля 1832)
- Знак отличия беспорочной службы за XX лет (22 августа 1832)
- Знак отличия беспорочной службы за XXX лет (22 августа 1840)
- Орден Св. Анны 1-й степени (6 декабря 1834), императорская корона к ордену (5 декабря 1840)
- Знак отличия беспорочной службы за XXXV лет (22 августа 1846)
- Орден Св. Владимира 2-й степени (1850)
- Знак отличия беспорочной службы за XL лет (22 августа 1851)

## Семья
- Жена (с 24 февраля 1807) — Юлия фон Штрандман (6 ноября 1790—20 июля 1830), дочь генерала Отто фон Штрандмана [5][6]
  - Дочь — Аннета (25 апреля 1808—10 июня 1889), замужем за бароном Эвальдом фон Клейстом (нем. Friedrich Christian Ewald von Kleist, 6 июня 1793—28 апреля 1871) [5][7][a].
  - Дочь — Юлия Августа (1811—1890), замужем за Эрнстом Магнусом Эльсеном (1799—1848) [5]
  - Сын — Иоганн Христофорович фон Бреверн (3 декабря 1813—29 апреля 1885), который пошел по стопам отца и также занимал пост губернатора Курляндии[2]:236[5].
  - Дочь — Тереза Катарина (22 июля 1814—29 марта 1883), замужем за бароном Карлом Теодором фон дер Роппом (3 октября 1809—24 ноября 1883)[5][7]
  - Дочь — Каролина Барбара (1816—1837)[5]
  - Дочь — Эмилия (1820—1895)[5], замужем за Густавом Карлом Вевелем фон Крюгером (27 декабря 1810—?)[7]
  - Сын — Александр Христофорович Бреверн (4 октября 1823—21 октября 1896)[5]
  - Дочь — Элизабета Гертурда Юлиана (1825—1865)[5], замужем за Густавом Карлом Вевелем фон Крюгером (27 декабря 1810—?), у них сын Василий[7], после смерти (?) Элизабеты Густав женился на её старшей сестре Эмилии.
  - Дочь — Клаудина (1839—1901), замужем за Грегором Христофором фон Бреверном (1813—1873)[5]

Ещё один сын и одна дочь умерли во младенчестве.

## Комментарии
1. ↑  Польский источник сообщает о дочери Анне фон Бреверн (1779—3/15 января 1863), которая жила всю жизнь в одном доме с отцом и умерла за день до него[2]:232–233. Судя по дате рождения, она должна была быть рождена вне брака, когда Христофору было 17 лет от роду
2. ↑  Польский источник сообщает о дочери Анне фон Бреверн (1779—3/15 января 1863), которая жила всю жизнь в одном доме с отцом и умерла за день до него[2]:232–233. На самом деле это его сестра.